# Alejandro Ángel Escobar
Alejandro Ángel Escobar (Medellín, Antioquia, 8 de abril de 1903-Ibídem, 8 de mayo de 1953) fue un empresario colombiano, que se desempeñó como Ministro de Agricultura de ese país en 1950.

## Biografía
Hijo del empresario sonsoneño Alejandro Ángel Londoño, quien traslada a su familia a Nueva York en 1906; por esta razón Ángel estudia su primaria y secundaria en Estados Unidos, país en el cual ingresa a la Universidad de Georgetown; en Londres estudia en la Universidad de Cambridge, donde obtiene el título de economista. En 1927 regresa a Colombia y se dedica a aprender los negocios de su padre, que incluían inversiones industriales, ganadería, cultivos de café y casas de comercio; por sus modales y acento es conocido como El Míster. A su regreso a Colombia continuó sus estudios, en Leyes en la Universidad Pontificia Bolivariana y en la Universidad del Rosario. Fue accionista del Banco Industrial Antioqueño, miembro de las juntas directivas de Bavaria y de Avianca, y presidente de la Federación Nacional de Comerciantes en 1949.
En 1950 es designado Ministro de Agricultura por el presidente Laureano Gómez; ejerce el cargo por un año logrando avances en los campos de investigación científica agropecuaria y agremiación de productores (creación de la Federación Nacional de Ganaderos, Fedegan).

## Homenaje
En su testamento, luego de haber estudiado el funcionamiento de la Fundación Nobel y la Fundación Rockefeller; Ángel encomendó a su esposa, María Restrepo de Ángel, la creación de una fundación que llevaría su nombre y que entregaría anualmente dos premios al mérito científico y dos más a la solidaridad y el trabajo social en Colombia. 
En 1955 fue creada la Fundación Alejandro Ángel Escobar.